# Mortes em dezembro de 2017
Mortes em 2017: ← Janeiro – Fevereiro – Março – Abril – Maio – Junho – Julho – Agosto – Setembro – Outubro – Novembro – Dezembro →
Esta é uma relação de pessoas notáveis que morreram durante o mês de dezembro de 2017, listando nome, nacionalidade, ocupação e ano de nascimento.

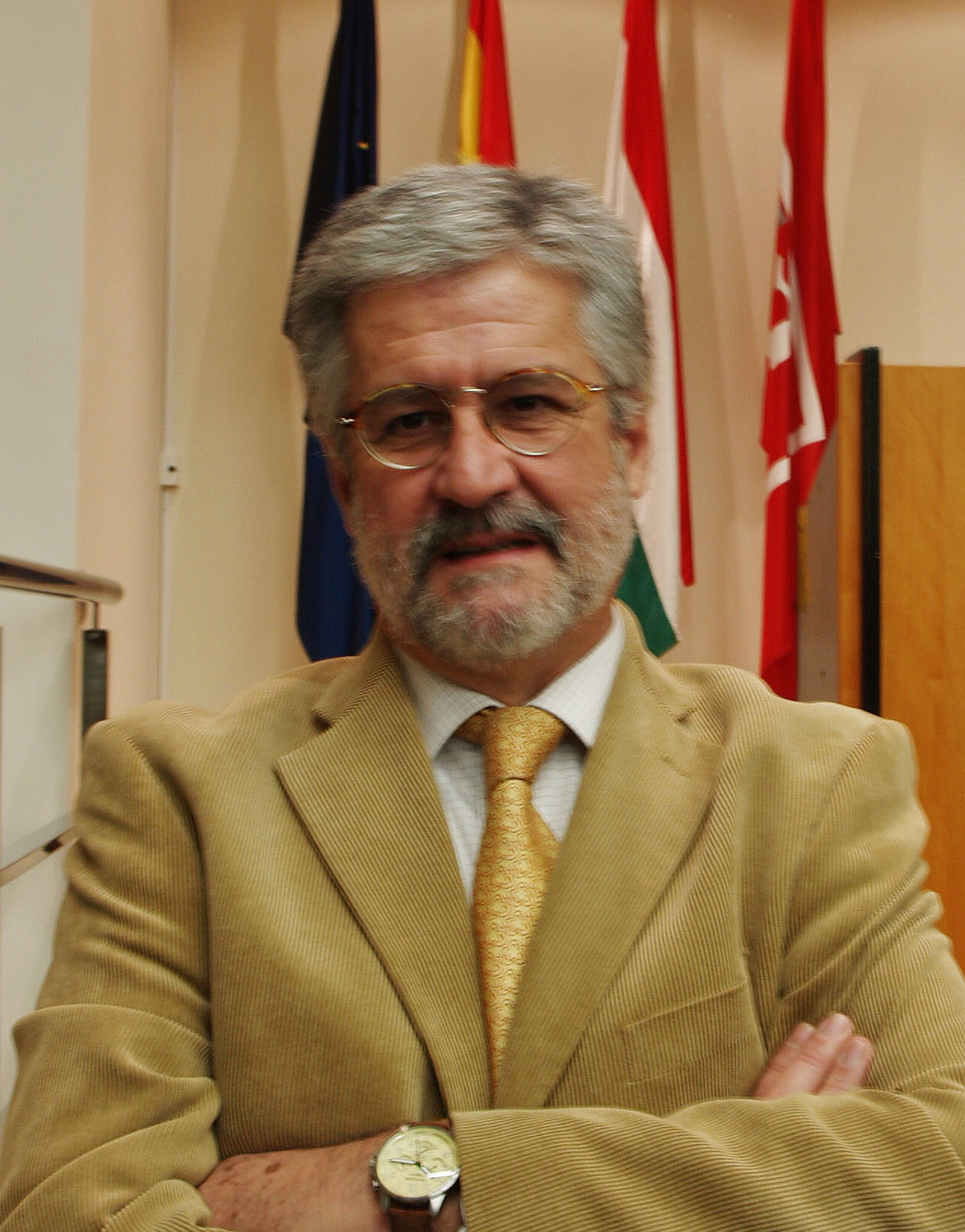
Manuel Marín, político espanhol

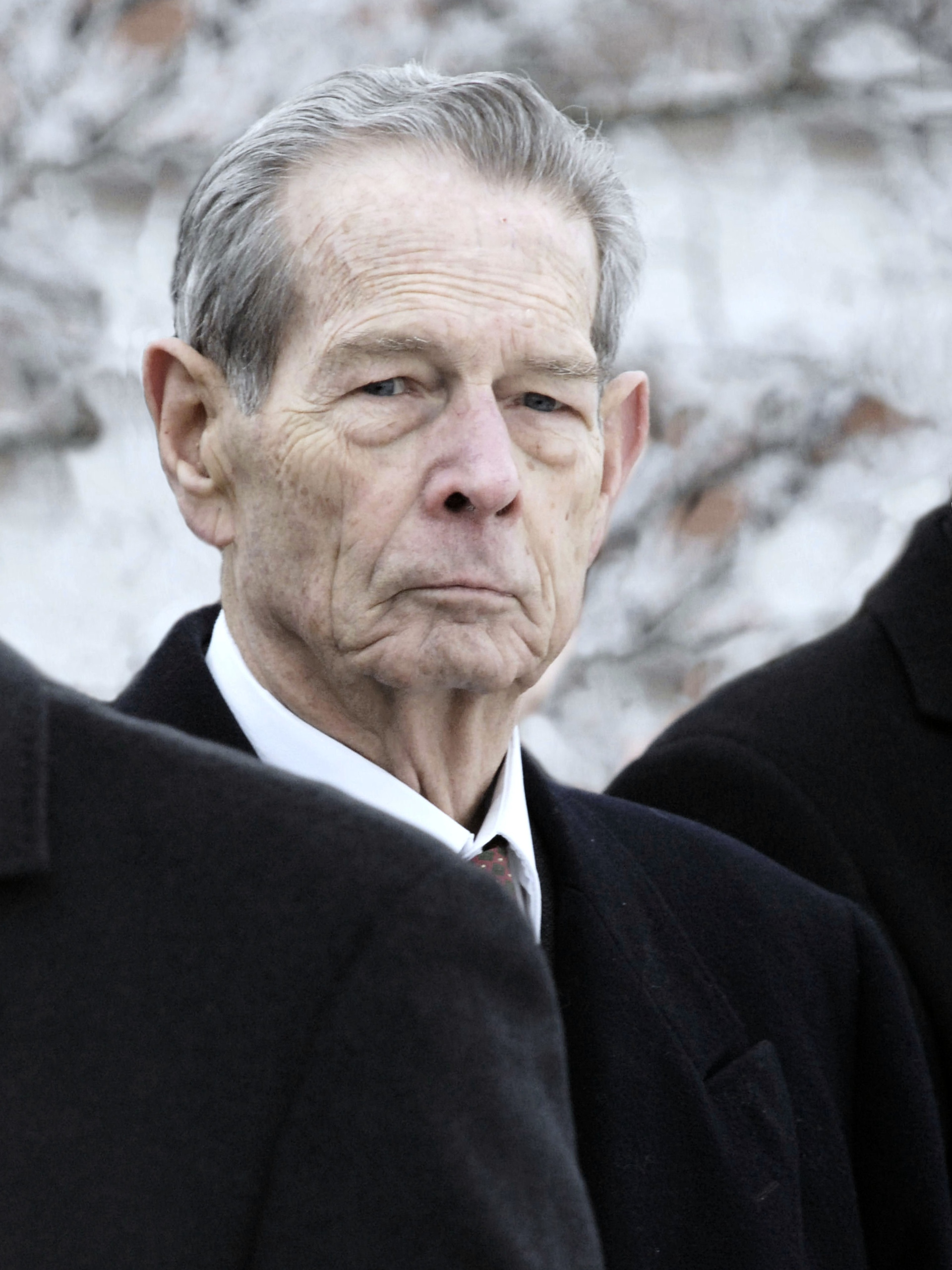
Miguel I, antigo rei da Romênia

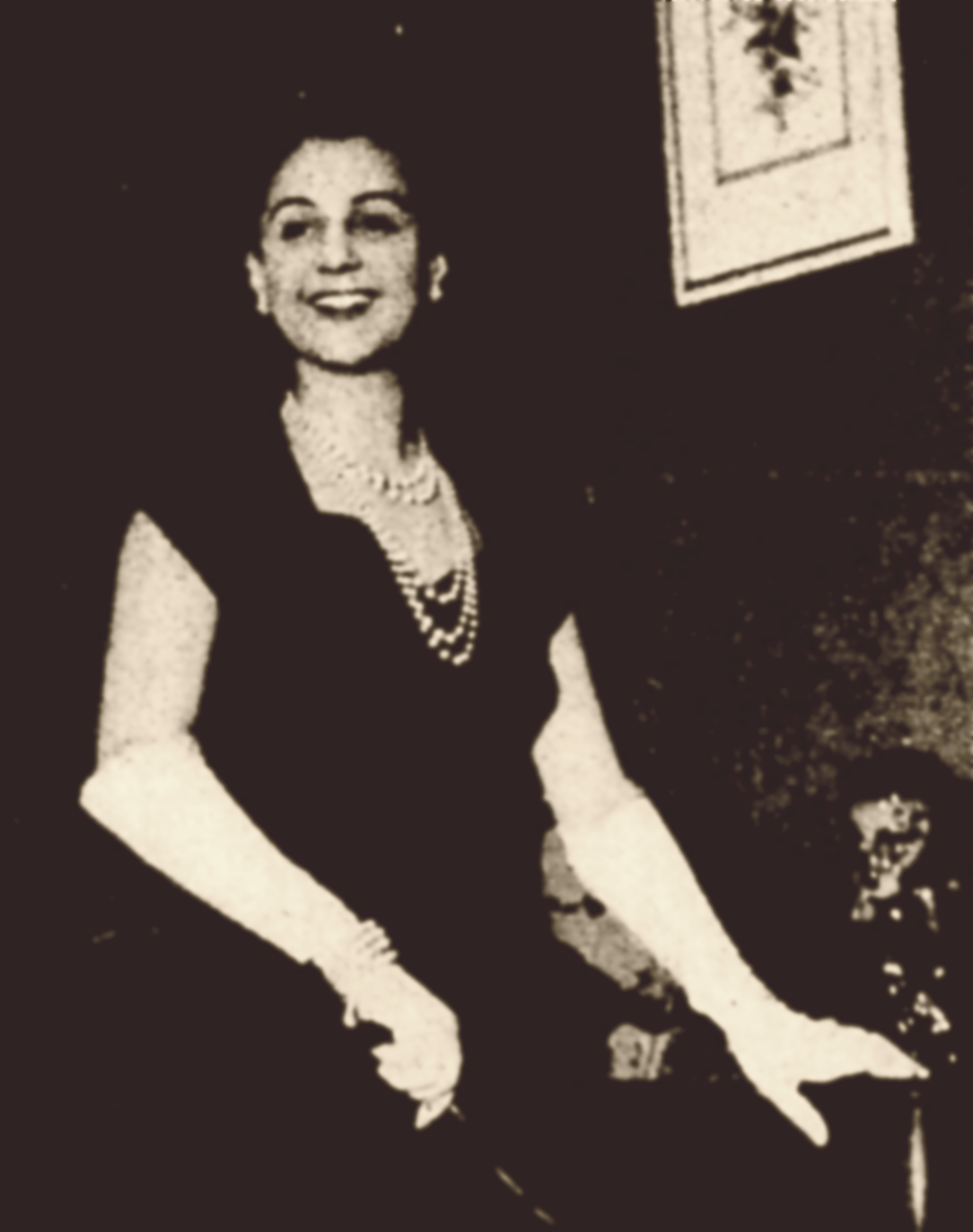
Eva Todor, atriz húngaro-brasileira

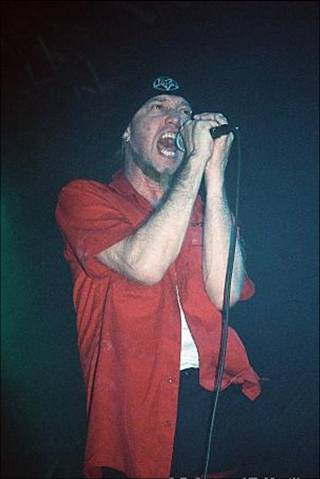
Warrel Dane, cantor estadunidense

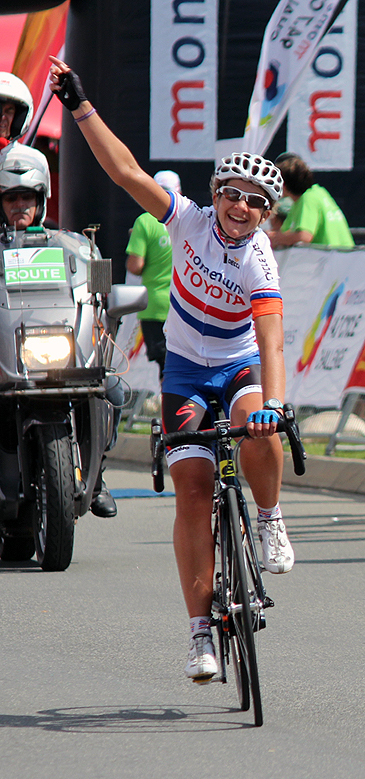
Sharon Laws, ciclista britânica

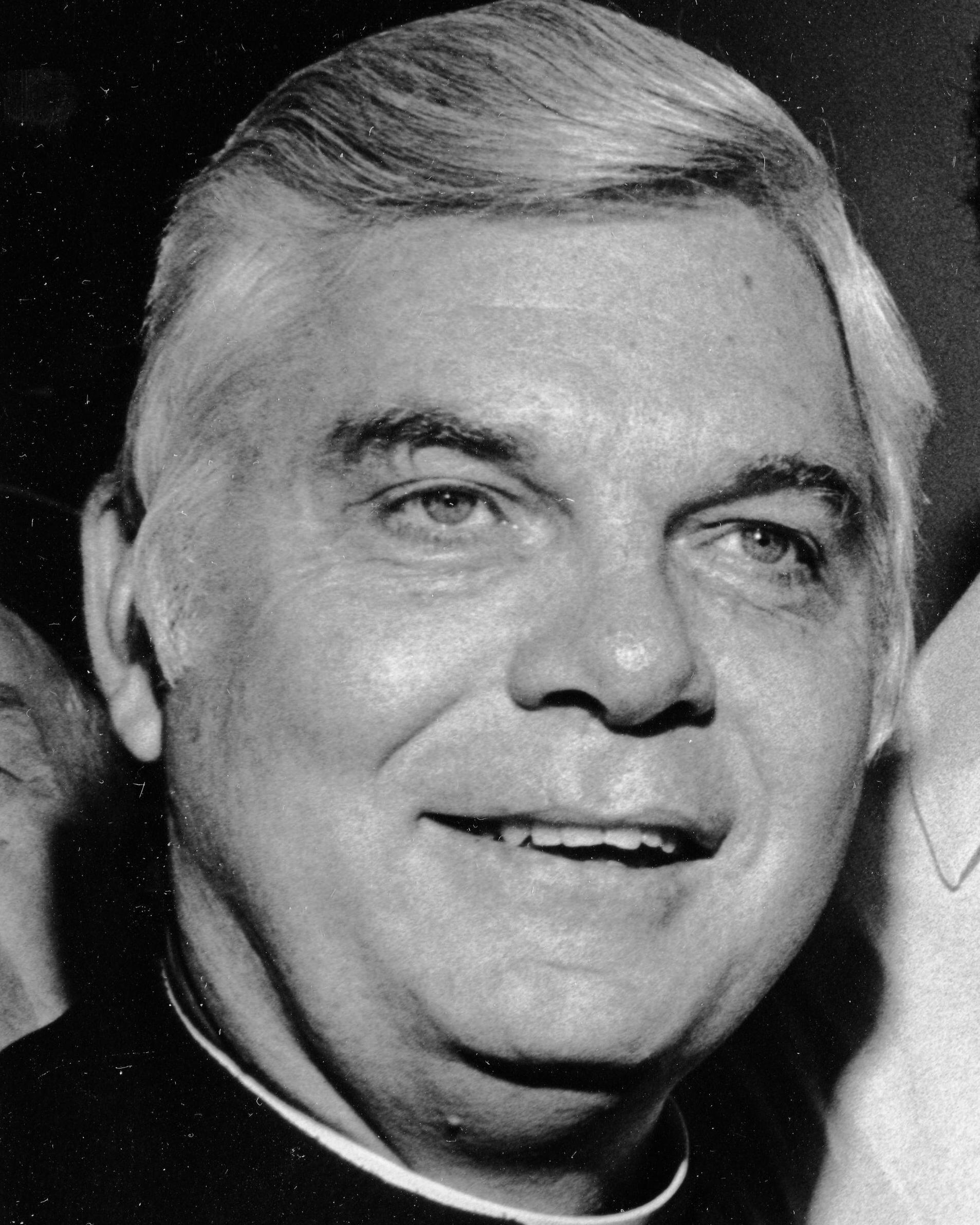
Bernard Francis Law, cardeal mexicano-estadunidense

| Dia | Nome                             | Profissão ou motivo de reconhecimento  | Nacionalidade          | Ano de nasc. | Ref                 |
| --- | -------------------------------- | -------------------------------------- | ---------------------- | ------------ | ------------------- |
| 1   | Fredy Schmidtke                  | Ciclista                               | Alemanha               | 1961         | [ 1 ]               |
| 3   | Carmen Mayrink Veiga             | Socialite                              | Brasil                 | 1929         | [ 2 ]               |
| 4   | Ali Abdullah Saleh               | Político                               | Iêmen                  | 1942         | [ 3 ]               |
| 4   | Shashi Kapoor                    | Produtor                               | Índia                  | 1938         | [ 4 ]               |
| 4   | Manuel Marín                     | Político                               | Espanha                | 1949         | [ 5 ]               |
| 4   | Christine Keeler                 | Modelo e corista, pivô do Caso Profumo | Reino Unido            | 1942         | [ 6 ]               |
| 5   | Victor Fontana                   | Político e empresário                  | Brasil                 | 1916         | [ 7 ]               |
| 5   | Henning Jensen                   | Futebolista                            | Dinamarca              | 1949         | [ 8 ]               |
| 5   | Jean d'Ormesson                  | Escritor                               | França                 | 1925         | [ 9 ]               |
| 5   | Miguel I da Romênia              | Rei                                    | Roménia                | 1921         | [ 10 ]              |
| 5   | August Ames                      | Atriz pornográfica                     | Canadá                 | 1994         | [ 11 ]              |
| 6   | Johnny Hallyday                  | Cantor, compositor e ator              | França                 | 1943         | [ 12 ]              |
| 7   | Solange de Castro                | Basquetebolista                        | Brasil                 | 1960         | [ 13 ]              |
| 8   | Mário Gil                        | Cantor                                 | Brasil/ Portugal       | 1941         | [ 14 ]              |
| 8   | Ocimar Versolato                 | Estilista                              | Brasil                 | 1961         | [ 15 ]              |
| 9   | Luiz Carlos Maciel               | Escritor, jornalista e teatrólogo      | Brasil                 | 1938         | [ 16 ]              |
| 9   | Benjamin Massing                 | Futebolista                            | Camarões               | 1962         | [ 17 ]              |
| 10  | Eva Todor                        | Atriz                                  | Hungria/ Brasil        | 1919         | [ 18 ]              |
| 10  | Viktor Potapov                   | Velejador                              | Rússia                 | 1947         | [ 19 ]              |
| 12  | Edwin M. Lee                     | Político                               | China/ Estados Unidos  | 1952         | [ 20 ] [ 21 ]       |
| 13  | Warrel Dane                      | Cantor e líder do Nevermore            | Estados Unidos         | 1969         | [ 22 ]              |
| 14  | Robert Charles Sproul            | Teólogo, pastor e escritor             | Estados Unidos         | 1939         | [carece de fontes?] |
| 15  | Ana María Vela Rubio             | Supercentenária                        | Espanha                | 1901         | [ 23 ]              |
| 16  | Sharon Laws                      | Ciclista                               | Reino Unido            | 1974         | [ 24 ]              |
| 18  | Kim Jong-hyun                    | Vocalista do Shinee                    | Coreia do Sul          | 1990         | [ 25 ]              |
| 18  | Álvaro Assmar                    | Guitarrista, cantor e radialista       | Brasil                 | 1958         | [ 26 ]              |
| 20  | Bernard Francis Law              | Cardeal                                | México/ Estados Unidos | 1931         | [ 27 ]              |
| 21  | Francelino Pereira               | Político                               | Brasil                 | 1921         | [ 28 ]              |
| 22  | Bruce McCandless                 | Astronauta                             | Estados Unidos         | 1937         | [ 29 ]              |
| 22  | Gerald B. Greenberg              | Editor cinematográfico                 | Estados Unidos         | 1936         | [ 30 ]              |
| 24  | Heather Menzies                  | Atriz                                  | Canadá                 | 1949         | [ 31 ]              |
| 26  | Aracy Cardoso                    | Atriz                                  | Brasil                 | 1931         | [ 32 ]              |
| 26  | Gualtiero Marchesi               | Chef de cozinha                        | Itália                 | 1930         | [ 33 ]              |
| 27  | Osvaldo Fattori                  | Futebolista                            | Itália                 | 1922         | [ 34 ]              |
| 27  | Ben Barres                       | Neurobiólogo                           | Estados Unidos         | 1955         | [ 35 ]              |
| 28  | Rubens Augusto de Souza Espínola | Bispo católico                         | Brasil                 | 1928         | [ 36 ]              |
| 28  | Sue Grafton                      | Autora                                 | Estados Unidos         | 1940         | [ 37 ]              |
| 29  | José Louzeiro                    | Escritor e roteirista                  | Brasil                 | 1932         | [ 38 ]              |
| 29  | Feres Osrraia Nader              | Político                               | Brasil                 | 1939         | [ 39 ]              |
| 31  | Luiz de Castro                   | Cantor e compositor                    | Brasil                 | 1936         | [ 40 ]              |